# Погонич-крихітка
Погонич-крихітка (Porzana pusilla) — вид птахів з роду Погонич (Porzana) родини Пастушкові. Один з 6-ти видів роду. В Україні залітний птах, можливе гніздування. Населяє водно-болотні угіддя, веде прихований спосіб життя, тому на очі трапляється рідко.

## Опис

### Морфологічні ознаки

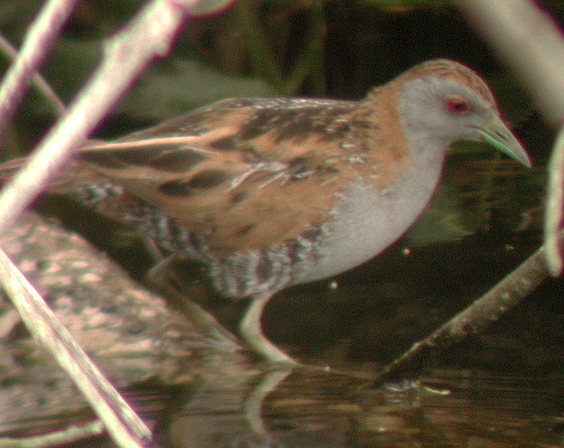

Маса тіла близько 40 г, довжина тіла 17-19 см, розмах крил 33-37 см. Дорослий самець зверху рудувато-бурий, із чорними плямами і білими рисками; смуги над очима, горло, шия з боків і спереду, воло і груди синювато-сірі; на череві, підхвісті і боках тулуба темно-сірі та білі смуги; махові пера бурі; хвіст рудувато-бурий; дзьоб зеленкуватий; ноги бурі; райдужна оболонка ока червонувата. У дорослої самки горло білувате; за очима буруваті плями. У молодого птаха голова, шия і низ бурі; на грудях, боках тулуба, череві і підхвісті білі смуги; райдужна оболонка ока зеленкувата.
Від малого погонича відрізняється цілком зеленкуватим дзьобом і коротшою частиною першорядних махових пер, яку видно з — під третьорядних, а також білими смугами на боках тулуба.

### Звуки
Видає характерне «тррр», з якого складається короткий шлюбний крик; крик тривоги — тихе «тьюік» і голосне «крррік».

## Поширення
Ареал погонича-крихітки великий, охоплює Європу, південну Азію, Африку, Японію, Мадагаскар, Австралію і Нову Зеландію.
В Африці населяє північні області Марокко, північні області Алжиру, пониззя Нілу. Південна Африка на північ до Анголи й Абіссінського нагір'я. Євразія від атлантичного на заході до тихоокеанського узбережжя на сході. На північ до Нідерландів, Австрії, Чехії і Словаччини, в європейській Росії приблизно до 58-ї паралелі (центральна частина Кіровської області), в Західному Сибіру приблизно до 57-ї паралелі, до Красноярська, в області Байкалу приблизно по 54-ї паралелі, в області Вітімського плоскогір'я приблизно до 55-ї паралелі, далі на схід північна межа ареалу, ймовірно, розміщується південніше до гирла Уссурі. На південь до узбережжя Середземного моря, південно-західного і середнього Ірану, Афганістану, Кашміру, Синьцзяну, Монголії, провінції Хубей, північної частини Корейського півострова. Острови: Хоккайдо, Хонсю, ймовірно — південний Сахалін. Австралія, острови: Мадагаскар, Тасманія, Нова Зеландія, Нова Гвінея, Чатем.
Зимує по всій Індії, в Пакистані, Бірмі, Південно-Східній Азії, Південно-Східному Китаї, в Месопотамії, в дельті Ніла.
На території України трапляється переважно в межах Закарпатської рівнини.

## Чисельність
Чисельність в Європі невисока — оцінена в 760—3200  пар.

## Місця існування
Гніздяться на зарослих мілководних озерах, прісних і солонуватих, різної площі та типу. Тяжіють до відкритих плес серед заростей очерету та рогозу, чаполочі та осоки, заселяє внутрішньоозерні і прибережні сплавини, низинні болота, дельти річок, затоплені луки, очеретяно-чаполочеві займища, невеликі ставки, зарості вздовж каналів і канав. Оптимальні для гніздування ландшафти — рівнинні, сильно заболочені степові і лісостепові ділянки з великою кількістю озер, річок і боліт, дельти великих південних річок; на прольоті і зимівлях — великі озера і річки з великими заростями надводної рослинності, морські затоки та лимани.

## Розмноження

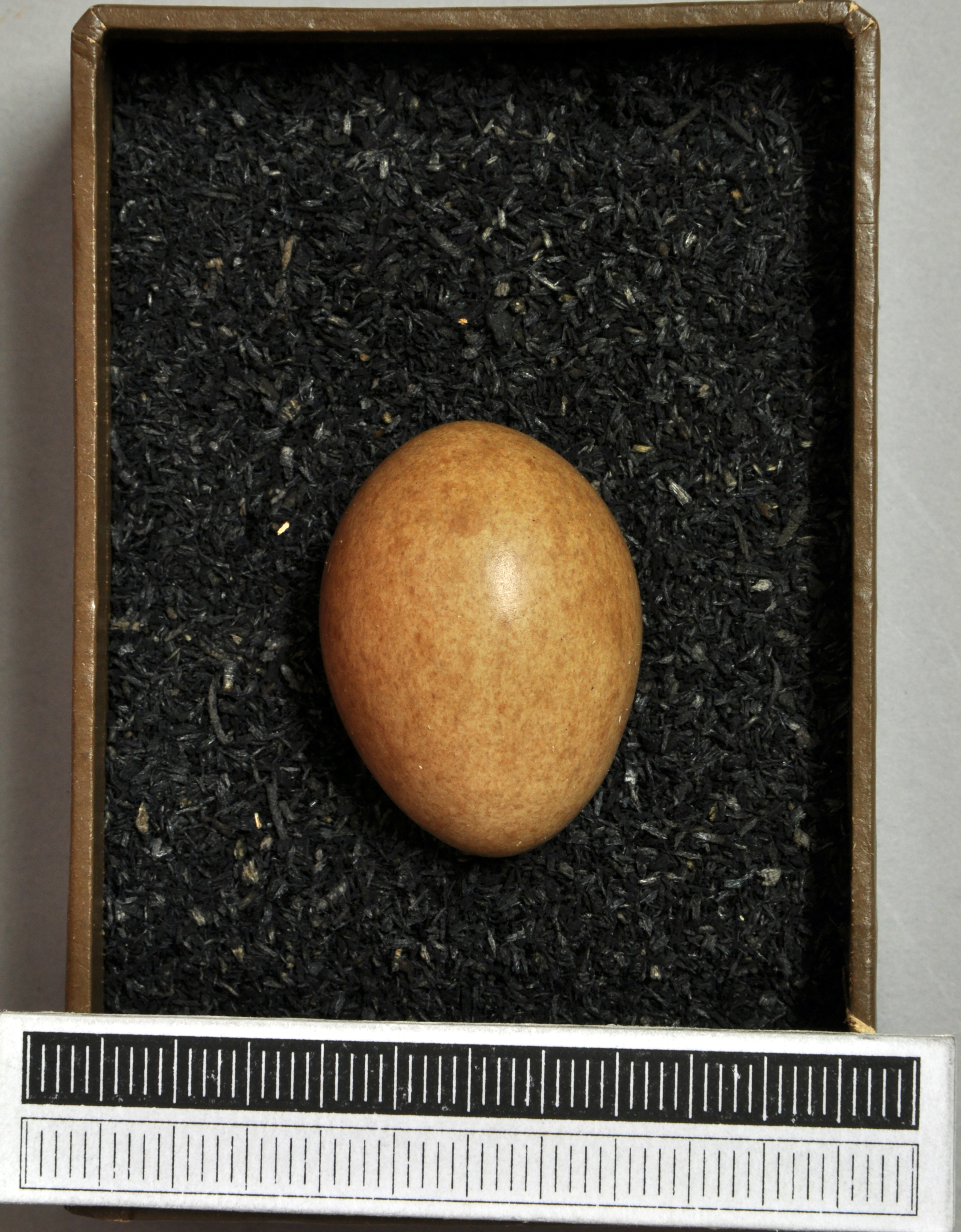
Яйце в оологічній колекції

Погонич-крихітка — моногамний птах, проте пари утворюються лише на період розмноження. Утворення пар відбувається на місцях гніздування, самці прилітають дещо раніше самок і займають ділянки в заростях. Облаштовують гнізда в заломах надводної рослинності, на осокових купині серед води, на плаваючих наносах. Зазвичай гніздо торкається основою води, рідше знаходиться на висоті 10-20 см над водою. Гнізда розташовані приховано, вони добре вкриті з боків і зверху природним дахом зі стебел і листя; на осокових купинах птахи заплітають зверху зелене листя і стебла, споруджуючи подобу даху. Найчастіше погоничі-крихітки облаштовують гнізда поблизу чистої води або на купині, з усіх боків оточеній водою; до гнізда птахи підходять вплав або по плаваючих стеблах рослин. Гніздо будують обидва члени пари за 10-12 днів. Воно виглядає як чашоподібна споруда, сплетена з сухих дрібних стебел і листя очерету, рогозу, осоки або чаполочі. Відкладання яєць починається в кінці травня — на початку червня. Як правило — одна кладка за сезон. Але повсюдно терміни гніздування дуже розтягнуті, з середини травня по липень. Повна кладка складається з 6-10, зазвичай з 8 яєць. Насиджування починається з передостаннього або останнього яйця. Насиджують обидва члени пари, але самка проводить на гнізді значно більше часу, ніж самець. При наближенні небезпеки птах, що насиджує, завчасно покидає гніздо і перебуває поряд за 0.5-2 м, видаючи свою присутність неголосним криком. Тривалість інкубації кладки 17-20 днів. Обсохнувши, пташенята залишають гніздо з одним із батьків, зазвичай самцем, у той час як самка продовжує насиджувати інші яйця. З вилупленням всіх пташенят виводок водять обоє батьків у межах гніздової ділянки в густих заростях. На ночівлю виводок повертається на гніздо або ж на спеціально зроблене гніздо-платформу. Батьки годують пташенят перші 4 дні, періодично обігріваючи їх. Пізніше пташенята починають скльовувати їжу самостійно, але продовжують випрошувати її у батьків, приймаючи своєрідну позу — «випрошування», властиву всім пастушковим. Підрослі пташенята ведуть відносно самостійний спосіб життя в межах заростей сімейної ділянки, можуть переміщуватися там і без батьків, але на ніч продовжують збиратися разом. Повністю самостійними пташенята стають у віці 35-40 днів, коли вони набувають здатності літати, але аж до відльоту трапляються виводки з льотними молодими птахами. На крило пташенята піднімаються в середині липня-серпня. За небезпеки пухові пташенята й поршки рятуються вплав, пірнають рідко, зазвичай майстерно ховаючись між стебел.

## Живлення
Це всеїдні птахи, але основу живлення складає тваринна їжа: дрібні комахи і їх личинки, дрібні молюски, рідше поїдаються насіння водних рослин. Їжу погонич-крихітка здобуває з поверхні землі і води, зкльовуючи її зі стебел і листя рослин, зазвичай в заростях або вздовж межі заростей, рідше на відкритих мулистих мілинах і мілководдях. Під час полювання робить короткі пробіжки, завмирає і оглядається, рідше повільно ходить або плаває, оглядаючи листя. Зазвичай у шлунках міститься незначна кількість гастролітів у вигляді дрібного піску.

## Загрози та охорона
Погоничу-крихітці загрожує ряд чинників, таких як знищення водно-болотних угідь в результаті меліорації, знищення заплав та вологих луків, осінні пали очеретів, раптовий спуск води з водосховищ, відстріл птахів мисливцями.
Для збереження виду необхідне раціональне ведення сільського господарства та вологих луках, збереження та відновлення водно-болотних угідь (боліт, малих річок, тощо), заборона полювання та контроль за спалюванням очерету.
Вид охороняється Бонською та Бернською конвенціями, а також Угодою про збереження афро-євразійських мігруючих водно-болотних птахів.